# Væringer
Væringer (norrønt væringjar, flertal af substantivet várar = løfte, ed) er en norrøn betegnelse for de nordeuropæiske mænd, som tjente i vagtstyrken hos kejseren af Miklagård (Konstantinopel). Væringer var lejesoldater i 900-tallet og 1000-tallet.
Væringer som begreb er beslægtet eller overlappende med begrebet varjager, "de edsvorne", (ukrainsk og russisk: варяги, varjahy / varjagi), der var de mænd, som drev handel østover og sydover på de russiske floder eller drev plyndring som vikinger. Arkæologiske fund på Gotland af udenlandske mønter tyder på, at øen var midtpunkt for denne handel, og at handelen var betydelig. Der er fundet eksempler på runer i Hagia Sofia i Konstantinopel (det nuværende Istanbul) indristet af væringer.

## Norrøn bosætning i øst
Væringerne omfatter som regel mænd fra Norden, men kunne være hvem som helst fra det vestlige Europa som angelsaksere, som var flygtet fra normannernes erobring af England. Slavere og bysantinere skelnede ikke mellem nordeuropæere. Den russiske Nestorkrønike medregnede danskere og englændere som væringer eller varjager. En af de mest kendte var Harald Sigurdsson fra Norge, den senere kong Harald Hårderåde.
Væringer drev handel i Østersøen så langt tilbage som 600-tallet e.Kr.. "Han blev dræbt i østerled" eller han "for i østerled til Gardar" står der på flere runesten i Sverige. Allerede da Helgö var en blomstrende handelsplads ved Mälaren i Sverige i 200-600-tallet, fandtes der kontakter på den anden side af Østersøen. Fredløse, voldsmænd, eventyrere, købmænd og bosættere fra især Sverige og de andre nordiske lande drog mod øst på samme måde, som de drog mod vest. Det vældige land i øst betød store muligheder. De russiske floder var forbindelsen mellem køber og sælger af de kostbare produkter fra Orienten. Langs floderne nåede norrøne mænd Sortehavet og i år 839 den store by, som de kaldte for Miklagård – hovedstaden i det store østromerske rige Konstantinopel. Eller færden kunne gå ad Volga endnu længere mod øst til Det Kaspiske Hav og videre, indtil de fik forbindelse med Bagdad og den arabiske verden. En mand, som udrustede en storstilet færd østover, var svenskeren Ingvar den vidfarne, som blev mindet i sin egen saga.
I kølvandet på eventyrerne og handelsmændene fulgte bosættere, som dannede skandinaviske "kolonier" i øst fra 700-tallet. Disse bosættere gik sammen med den indfødte slaviske befolkning og skabte Gardarige med hovedstad i Novgorod og senere Kijev, som nåede sit højdepunkt i 1000-tallet. Det var et rige, som dækkede et område, som var strakte sig fra Den Finske Bugt i nord næsten til Sortehavet i syd.

## Væringer og russere
Norrøne bosættere var sandsynligvis et element i den tidlige etniske begyndelsen på samfundet Rus og spillede nok også en betydelig rolle i dannelsen af Khaganatet Rus, et slavisk-norrønt samfund i 800-tallet, som eksisterede før Kijevriget. Væringerne blev først omtalt i den russiske Nestorkrønike fra begyndelsen af 1100-tallet, og de skal have krævet skat fra slaviske og finske stammer i 859. I 862 skal disse stammer have gjort oprør mod væringerne, men endte med at kæmpe mod hinanden:
"(De) drev væringerne tilbage over havet, nægtede at betale skat til dem og agtede at styre sig selv. Men der var ingen lov mellem dem, og stammer rejste sig mod stammer. Uenigheden fulgte blandt dem, og de begyndte at kriges den ene mod den anden. De sagde til hinanden: "Lad os søge en prins, som kan herske over os og dømme i henhold til vor væremåde." Derefter drog de over havet til væringerne, til Rus. Disse væringer blev kaldt for Rus, akkurat som nogen er kaldt svenskere, og andre nordmænd og angler, og andre for gotere (fra Gotland), for de var således kaldt. Chudene, slaverne, krivichene og vesene, de sagde til ruserne: "Vort land er stort og rigt, men der er ingen orden i det. Kom og reger og hersk over os." Tre brødre, med deres ætlinger, stillede frivillige. De tog med sig alle russerne og kom."
I henhold til legenden kom disse væringer eller russere "over havet"; en Rurik eller Rørik og hans to brødre Truvor og Sineus med andre væringer bosatte sig i byen Novgorod. Rurik var hersker, til han døde i 879.
Selv om mange historikere ser på væringerne fra 800-tallet som et sagn, var den historiske bosættelse rundt om i byen, som de norrøne kaldte for "Aldeigja", Aldeigjuborg (fra finsk Alode-joki = lavlandselv), dagens Staraja Ladoga, forbundet med navnet Rurik (Hrørīkr , Rurik, Riurik), den væring, som tog kontrol over området i 862 og byggede Holmgard (Ryurikovo Gorodisjtsje) i Novgorod rundt om Ladoga. Aldeigjuborg var den første større handelsplads på vejen mod øst og et vigtigt kryds mellem datidens handelsveje. I 800-tallet havde den måske 1000 indbyggere. Vestlige historikere mener, at denne norrøne bosættelse smeltede sammen med den slaviske bosættelse og dannede Kijevriget, det russiske kongedømme Kijev og gav navn til landet Rusland.
I kontrast til den store norrøne indflydelse i Normandiet og specielt på de britiske øer, satte den kultur, som væringerne bragte med sig, kun få spor i øst. De herskende klasser i de to mægtige byer Novgorod og Kijev synes at være blevet slaviseret ret hurtigt, sandsynligvis på grund af at væringerne var et lille mindretal, og at deres sprog blev fortrængt af slavisk. Alligevel blev norrønt talt i Novgorod helt frem til 1200-tallet, og væringer i betydningen lejesoldater fortsatte at gøre tjeneste hos den østromerske kejser.

## Væringgarden
Væringkorpset blev oprettet i 930 og bestod af krigere fra de nordiske lande, som tjente som lejesoldater for den østromerske kejser. De, som vendte hjem, påvirkede omgivelsene med fremmede indtryk. Den femtårnede kirke i Kalundborg bærer indflydelse østfra, som blev bragt hjem af væringer.
I 839 skal kejser Teofilos have ansat norrøne mænd som lejesoldater i vagtstyrken i Konstantinopel. Teofilos forhandlede med væringerne, som han kaldte for "Rhos", for at skaffe lejesoldater til sin hær. I år 860 havde væringerne i Kijev angrebet Konstantinopel for første gang. Det første angreb skal være mislykket, men det forhindrede dem ikke at foretage nye angreb, samtidig som andre væringer var sysselsat med fredfyldt handel. Væringerne skal være kommet tilbage med nye angreb i 860, 907, 911, 941, 945, 971 og sidste gang i 1043. Til trods for de stadige angreb var væringerne militært underlegne og blev altid besejret af kejserens hær, specielt ved hjælp af græsk ild.
Væringer blev ansat af kongedømmet i Novgorod og Kijev som lejesoldater fra 800-tallet til 1000-tallet. Sidste gang, en væring eller varjager bliver nævnt som lejesoldat i Rusland, er i 1043. Om grunden var, at der ikke længere var behov for dem, eller om lejesoldaterne var assimileret og ikke længere blev betragtet som væringer, er uklart.
Væringerne tjente sammen med søfolk fra Dalmatien i den byzantinske flåde mod Kreta i 902 og på ny i 949 under Konstantin 7. Porfyrogennetos. Så tidligt som 911 blev væringer eller vikinger nævnt i den byzantinske hær. Det blev noteret, at der var kontingenter af væringer i hærstyrken, som kæmpede mod araberne i Syrien i 955. Efter denne tjeneste steg de i graderne fra medlemmer af "De store ledsagere" (græsk Μεγάλη Εταιρεία) til lejesoldater i den kejserlige vagtstyrke.
Det blev almindeligt med væringer inden for Det østromerske rige, og efter at kejser Basileios 2. blev stadig mere desperat, blev stadig flere væringer rekrutteret. I 988 sendte Basileios 2. en forespørgsel efter endnu flere soldater til Vladimir 1. af Kijev for at få hjælp til at forsvare tronen. Bundet af den traktat, som Vladimirs far havde indgået, sendte herskeren af Kijev 6.000 krigere til Konstantinopel. Som tak gav kejseren sin søster Anna som Vladimirs hustru og indgik en aftale om, at Vladimir skulle konvertere til kristendommen.
I 989 gik hæren med væringer ledet af Basileios 2. selv i land ved Chrysopolis for at bekæmpe oprørsgeneralen Bardas Phocas. Han døde på slagmarken af et slagtilfælde for øjnene af sine modstandere. Efter deres leders død svigtede Phocas' soldater og flygtede i alle retninger. Væringernes brutalitet vakte opsigt, da de forfulgte den flygtende hær og "frydefyldt hakkede dem i småbidder".
Det var Basileios 2.'s mistro til indfødte vagtmænd, hvis loyalitet ofte kunne skifte brat med fatale konsekvenser, og væringernes allerede beviste loyalitet, som fik Basileios 2. til at hverve væringerne som sine personlige livvagter. Den nye styrke blev kendt som væringkorpset (Græsk Tagma ton Varangion, Τάγμα των Βαραγγίων). I årenes løb kom stadig nye rekrutter fra Sverige, Danmark og Norge, og det nordiske indslag var dominerende i organisationen til slutningen af 1000-tallet.
Et forunderligt bevis på væringernes nærvær i Miklagard kan læses i "Halvdan var her",
en indskrift (graffito) med runer ridset på håndlisten i balustraden på øverste galleri på søndre side i Hagia Sofia – Den hellige visdoms kirke – færdigbygget i år 537 som datidens største kirke:

## Domineret af mænd fra England
Væringkorpset blev domineret af skandinaver de første hundrede år, men efter 1066, da England blev erobret af normannerne, kom efterhånden et stigende antal af angelsaksere via Middelhavet. En kilde opgiver, at 4.350 mand kom sejlende i 235 skibe. De, som ikke blev antaget i den kejserlige tjeneste, blev udpladseret langs kysterne af Sortehavet, men de, som blev antaget, blev så vigtige, at de blev kaldt for Englinbarrangoi fra da af. For angelsakserne og de engelskfødte danene havde det betydning, at de kunne fortsætte med at kæmpe mod normannerne, som var ledet af den syditalienske hertug Robert Guiscard, som uden held forsøgte at invadere de sydlige dele af Balkan.
Misfornøjede angelsaksere havde ikke helt opgivet tanken om at erobre England fra Vilhelm Erobreren. Da den danske konge Svend Estridsen besøgte Konstantinopel, forsøgte de uden held at overtale ham til at erobre England fra normannerne. Men nogle, måske de fleste, bosatte sig i det fremmede land og skabte sig et nyt liv der. En angelsakser af høj byrd fra Canterbury imponerede kejseren så meget, at han fik tildelt et "jarledømme" og kunne gifte sig ind i en rig familie. Han byggede en kirke i Konstantinopel, som blev viet til Sankt Nikolas af Myra og Augustin af Canterbury. Kirken blev et kapel for væringerne.
Under Henrik 1. blev en mand ved navn Ulfric fra Lincoln sendt til England af kejser Alexios 1. Komnenos, sandsynligvis for at rekruttere flere lejesoldater.

## Organisationen
Hensigten med og pligterne for Væringkorpset svarede til den norske og svenske hird, det angelsaksiske og danske korps af huskarler og Kijevrigets drusjina, men var ikke identisk med dem. Væringerne tjente som personlige livvagter  for kejseren og sværgede en troskabsed til ham. De havde ceremonielle pligter som at støtte og hylde kejseren og udføre polititjeneste, specielt mod forræderi og konspirationer.
I modsætning til indfødte østromerske vagter lå væringernes loyalitet direkte hos kejseren og ikke hos en overordnet officer. Det blev åbenbart i 969, da de væringer, som tjente som hans livvagter, undlod at beskytte kejser Nikeforos 2. Fokas mod et attentat og heller ikke hævnede hans død. "I live ville de have beskyttet ham til sidste åndedræt; død var det ingen hensigt at hævne ham. De havde en ny herre nu."

## Loyalitet på prøve
Væringerne optræder hos de samtidige byzantinske forfattere, som svulstigt henviste til "de ædle brutale". Nogen byzantinske forfattere omtaler dem som "barbarer med økser" eller pelekyphoroi barbaroi. Mange skribenter priser deres loyalitet mod kejseren og mener, at den skyldtes deres etniske baggrund. Men det byzantinske styre var stadig udsat for tronranere, noget som indikerer, at væringkorpsets loyalitet kan have været mindre, end kilderne giver indtryk af.
En mærkbar undtagelse fra væringens berømte loyalitet over for kejseren sås i 1071. Efter at være blevet besejret af sultan Alp Arslan blev kejser Romanus 4. Diogenes sendt tilbage til Konstantinopel for at regere. Hans rivaler til tronen havde andre meninger og efter at have besluttet, at hans mangler som kejser var for mange, blev der gennemført et paladskup, før han kunne nå frem. Hans stedsøn, Johannes Dukas, benyttede væringkorpset til at fjerne den fraværende kejser. Han delte korpset i to: én gruppe, som drog til paladset for at udråbe hans bror Mikael 7. Dukas som kejser og en, som skulle arrestere hans mor, kejserinde Eudokia. I stedet for at forsvare den fraværende kejser, lod væringerne sig bruge af tronranerne.

## Mænd med økser
Som de norrøne krigere i nord brugte væringerne lange økser som våben, men de var også dygtige med sværd og bue. I nogen kilder er de beskrevet som ridende. Væringkorpset var hovedsagelig stationeret rundt om Konstantinopel, og mange væringer var forlagt i selve Bucoleonpaladset. Korpset fulgte også hæren i felten, og byzantinske krøniker (og flere vesteuropæiske og arabiske skribenter) bemærker ofte deres dygtighed i kamp, specielt sammenlignet med de lokale barbarer. Væringerne var betydningsfulde for den byzantinske sejr under kejser Johannes 2. Komnenos i slaget ved Beroia i 1122. Væringerne hakkede sig vej gennem fjendens vognborg, slog deres stillinger i stykker og skabte kaos.
Væringerne var de eneste i den byzantinske hær, som magtede at forsvare dele af Konstantinopel under Det fjerde korstog. Selv om korpset tilsyneladende blev opløst, efter at byen blev erobret i 1204, er der visse tegn på, at det blev genoprettet enten af kejserriget Nikea eller af Palaeologos-kejserne selv.
Væringerne var i 1000-tallet berømte for deres lange økser og hang til drikkeri. Der er talrige historier om væringer, som enten drak over evne eller som var fulde. Den danske konge Erik Ejegod skal i løbet af et besøg i Konstantinopel på vej til Jerusalem have "formanet væringkorpset til at leve et mere nøgternt liv og ikke overgive sig selv til fylderi". I lyset heraf kan det næppe overraske, at en tekst fra 1100-tallet kalder væringerne for "kejserens vinsække".
Det mest berømte medlem af væringkorpset var den senere kong Harald Sigurdsson af Norge, mest kendt under sit tilnavn Harald Hårderåde. Efter slaget ved Stiklestad flygtede han først til Rusland og derfra til Konstantinopel i 1035. Han deltog i 18 slag og sloges mod araberne i Anatolien og på Sicilien under general Georgios Maniakes og desuden i det sydlige Italien og Bulgarien.
I løbet af sin tid i væringkorpset fik han titlen Akolouthos ("kommandant af korpset"), men hans tjeneste endte med fængsling på grund af tyveri af gods fra den plyndring, som skete under hans kommando. Han rømmede fra fængslet og kom hjem i 1043. Ifølge Snorre Sturlasson blev han fængslet for at have fornærmet dronning Zoe (Zoë Porphyrogenita). Grunden skal dels have været, at Harald ville have Maria, som var en slægtning til dronningen, dels at dronningen ville have ham selv. Snorres forklaring er næppe historisk.
Den forviste angelsaksiske prins Edgar Ætheling kan også have tjent i vagtstyrken omkring 1098. Væringkorpset bliver også nævnt i Njáls saga med reference til Kolskegg. Han skal først være rejst til Rusland og derfra til Konstantinopel: "og der tog tjeneste hos kejseren. Det sidste, som blev hørt fra ham, var, at han havde giftet sig med en hustru der, og var kaptajn for væringerne og blev der til sin dødsdag."
Også Laksdøla saga har et kapitel om Miklagard og væringerne: "Da Bolle havde været en vinter i Danmark, gav han sig på færd til andre lande, og han standsede ikke før, at han kom til Miklagard. Han var ikke længe der, før han blev optaget blandt væringerne. Vi har ikke hørt om, at nogen anden nordbo før Bolle Bollesson havde givet sig i tjeneste hos Miklagardskongen. Bolle blev i Miklagard temmelig mange år, og han blev regnet for den djærveste mand overalt der det røynet på, og gik jamnt lige efter de fremste. Væringerne satte stor pris på Bolle så længe, han var i Miklagard." 